# Derek Lister
Pour les articles homonymes, voir Lister (homonymie).
Derek Lister, est un réalisateur et scénariste britannique, né le 1er août 1948 à Birmingham.
Derek Lister commence sa carrière dans la réalisation en 1976, avec la série Crown Court, dont il réalise 3 épisodes. En tant que scénariste, il a écrit pour des séries comme Play for Today (1981) ou Brigade volante (2001). 

## Vie familiale
Derek Lister est marié depuis le 3 septembre 1977 avec l'actrice Ania Marson.

## Filmographie

### comme Réalisateur
- 1975-1976 : Coronation Street (série télévisée) : (25 épisodes)
- 1976 : Crown Court (série télévisée) : (3 épisodes)
- 1979-1981 : Play for Today (série télévisée) : (3 épisodes)
- 1988-2001 : Brigade volante (série télévisée) : (58 épisodes)
- 1988 : Eskimos Do It (série télévisée)
- 1995 : Docteur Finley (série télévisée) : (3 épisodes)
- 2007 : Casualty (série télévisée) : (1 épisode)

### comme Scénariste
- 1981 : Play for Today (série télévisée)
- 1983 : BBC2 Playhouse (série télévisée)
- 2001 : Brigade volante (série télévisée)